# Boris Yegorov
Boris Borisovich Yegorov (russo: Борис Борисович Егоров) (Moscou, 26 de novembro de 1937 - Moscou, 12 de Setembro de 1994) foi um médico-cosmonauta soviético.
Vindo de uma família ligada à medicina, pai cardiologista e mãe oftalmologista, Boris Yegorov também seguiu a carreira e formou-se no Instituto de Medicina de Moscou em 1961. Durante seus estudos, teve contato com os treinamentos físicos de Yuri Gagarin e interessou-se pela medicina espacial, passando a participar do programa espacial soviético. Foi selecionado como cosmonauta em 1961, onde fez parte de um grupo de cientistas para ir ao espaço.
Em 12 de outubro de 1964, Yegorov subiu ao espaço na Voskhod 1, o primeiro voo numa nave com mais de um tripulante e uma missão multiprofissional, formada de um cosmonauta, o comandante Vladimir Komarov, um engenheiro de design de sondas espaciais, Konstantin Feoktistov e o médico Boris.
Yegorov foi casado por três vezes e morreu de ataque cardíaco em 1994, aos 56 anos.